# Irakiska Revolutionära Motståndsrörelsen
Irakiska Revolutionära Motståndsrörelsen (The Iraqi Armed Revolutionary Resistance eller IRM) är en analytisk marxistisk stadsgerilla som aktivt motarbetar Förenta nationernas militära närvaro i Irak. Rörelsen baserar sin organisationsstruktur på Cornelius Castoriadis modell för arbetarråd och direktdemokrati. IRM (Irakiska Revolutionära Motståndsrörelsen) är även organiserad på så kallad gräsrotsnivå, i autonoma lokalgrupper. Medlemsantalet är idag okänt, men uppskattas vara omkring 1.500. IRM skapades delvis för att möta ett upplevt behov av en sekulär radikal ideologisk rörelse.

## Historik
IRM är resultatet av en splittring inom det Irakiska Kommunistpartiet 2005 då en utbrytargrupp bildades och senare tillkännagav sig som Irakiska Revolutionära Motståndsrörelsen. Rörelsen adopterade en mer radikal politik och uppmanade till väpnad kamp mot Förenta nationerna. IRM beskriver sig själva som en "rörelse bestående av irakiska kommunister och marxister med erfarenhet av väpnad kamp, samt irakiska vänsternationalister och deras supporters." Rörelsen har också uttalat sig mot den nya irakiska regeringen, vilken de kallar en "marionettregering".[källa behövs]

## Aktioner
IRM har hittills tagit på sig officiellt ansvar för en aktion,[källa behövs] en våldsam attack mot amerikanska trupper i området mellan Najaf och Karbala.[källa behövs] Rörelsen uppger att attacken hade som mål att slå ut en grupp "specialstyrkor som bidrog till ockupationen", en konvoj bestående av legosoldater. Rörelsen har efter attacken förklarat att framtida aktioner inte kommer att officiellt erkännas på grund av taktiska skäl. Enligt en rapport sammanställd av Förenta nationernas säkerhetsråd uppskattas det att IRM har genomfört upp emot ett tjugotal våldsamma aktioner mot militära mål i Irak.[källa behövs]

## Grundläggande teser
IRM har som mål att upprätta ett frihetligt socialistiskt samhälle enligt Cornelius Castoriadis teorier.